# Euseius lubricus
Euseius lubricus är en spindeldjursart som beskrevs av Parvez, Akbar och Mohammad Nazeer Chaudhri 2000. Euseius lubricus ingår i släktet Euseius och familjen Phytoseiidae. Inga underarter finns listade i Catalogue of Life.